# Marcin Jędrusiński

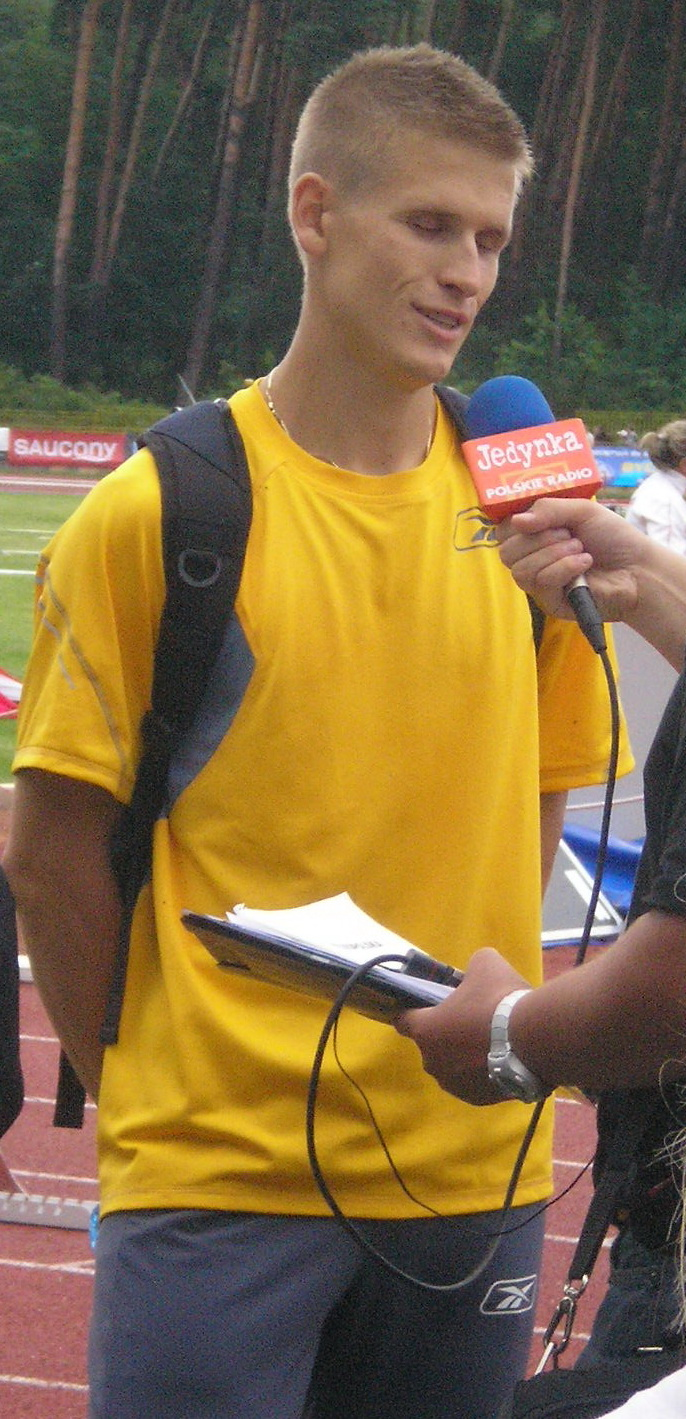
Marcin Jędrusiński

Marcin Jędrusiński (né le 28 août 1981 à Wrocław) est un athlète polonais, spécialiste du sprint. Il mesure 1,88 m pour 74 kg. Son club est le Wszib Poznań.

## Meilleures performances
- 60 m en salle : 6,67 s 	 1 	Varsovie 18 février 2006
- 100 m : 10,31 s 	0,8 	2rA 	NC	Bydgoszcz 21 juillet 2006
- 200 m : 20,31 s 	-0,5 	5 	EC	Munich 9 août 2002

## 2007
- 100 m : 10,37 s 	 (-0,4) 	1rA 	NC	Poznań	30 juin 2007
- 200 m : 20,53 s 	 	(1,0) 	4 	ECp	Munich	24 juin 2007
- 4 × 100 m : 38,62 s 	4 	ECp	Munich	23 juin 2007

## Palmarès

### Championnats du monde d'athlétisme
- Championnats du monde d'athlétisme de 2007 à Osaka ( Japon)
  - éliminé en demi-finale sur 200 m
  - abandon en finale du relais 4 × 100 m

### Championnats d'Europe d'athlétisme
- Championnats d'Europe d'athlétisme de 2006 à Göteborg ( Suède)
  -  Médaille d'argent en relais 4 × 100 m